# Green shading into blue
Green shading into blue is het derde studioalbum dat Arild Andersen uitbracht onder eigen naam. De band is ongewijzigd gebleven sinds zijn vorige album, doch de muziek heeft een kleine gedaantewisseling ondergaan. Het was de tijd dat Andersen en Jansson de synthesizer ontdekte en met name de stringsynthesizer van Solina en de moog. Beide heren hoorden deze instrumenten bij “grootheid binnen de jazzrock” Herbie Hancock (album Head Hunters) en pasten het in in hun ensemble. De synthesizers haalden de scherpe kantjes van de muziek af. Het album is opgenomen in de Talent Studio in Oslo, wederom met Jan Erik Kongshaug als geluidstechnicus. Na dit album en optredens in 1979 viel het gezelschap uit elkaar, ze waren een beetje op elkaar uitgekeken. Naast optredens als ensemble, zagen ze elkaar ook terug bij optredens van de vriendin van Andersen, de Bulgaarse zangeres Radka Toneff. Pas in 1995 kwam er een nieuw album op eigen naam van Andersen, in de tussentijd speelde hij wel mee op albums van andere artiesten en zijn er opnamen van hem verschenen onder de groepsnaam Masquelero. Aaltonen speelde gedurende zijn verdere loopbaan veel met Heikki Sarmanto.
De vier heren als genoemd onder musici treden in 2011 nog steeds op.    

## Musici
- Arild Andersen – contrabas
- Lars Jansson – toetsinstrumenten
- Juhani Aaltonen – sopraansaxofoon, tenorsaxofoon, dwarsfluit
- Pål Thowsen – slagwerk

## Muziek
Alle van Andersen, behalve waar aangegeven

| Nr. | Titel                                      | Duur |
| --- | ------------------------------------------ | ---- |
| 1.  | Sole                                       | 9:37 |
| 2.  | The guitarist (opgedragen aan Jon Eberson) | 3:58 |
| 3.  | Anima (Jansson)                            | 8:59 |
| 4.  | Radka’s samba                              | 4:10 |
| 5.  | Terhi (Jansson)                            | 3:01 |
| 6.  | Green shading into blue                    | 9:05 |
| 7.  | Jana (zuster van Radka Toneff)             | 6:58 |

Het album is niet los verkrijgbaar als compact disc, maar in 2010 verscheen het in een verzamelbox met de titel "Green in blue", zeer waarschijnlijk een verwijzing naar Davis' Blue in green van Kind of Blue.